# Hernán Bolaños
Hernán Bolaños Ulloa (* 20. März 1912 in Granada, Nicaragua; † 9. Mai 1992  in San José, Costa Rica) war ein nicaraguanisch-costa-ricanischer Fußballspieler und -trainer. Er spielte als Stürmer hauptsächlich für Orión FC in Costa Rica und Audax Italiano in Chile. 

## Vereinskarriere
Hernán Bolaños begann 1926 beim Orión FC in Costa Rica, über Fortuna de Cuba (1930/31) kehrte er wieder zum Orión FC zurück. 1933 wechselte er nach Chile zu Audax Italiano, wo er bis 1940 einen großen Teil seiner Karriere verbrachte. Gleich im ersten Jahr in Chile erzielte er in der Primera División 14 Tore und damit die meisten Ligatreffer. Auch 1937 wurde er erneut Torschützenkönig, diesmal mit 16 Toren. 1940 ging er mit beiden Universitätsmannschaften der Primera División auf internationale Rundreisen, was für die damalige Zeit üblich war, um sich mit Teams aus anderen Ländern zu messen.

## Nationalmannschaft
Hernán Bolaños spielte ab 1930 für Costa Rica, dessen Nationalität er besaß. 1940 spielte er zudem in Freundschaftsspielen bei Rundtouren der chilenischen Nationalmannschaft.

## Trainerkarriere
Als Trainer übernahm Hernán Bolaños 1946 die Nationalmannschaft von Costa Rica. Er betreute sie bis 1948 und gewann zwei Mal die CCCF-Meisterschaft. Danach arbeitete der ehemalige Stürmer als Botschafter des costa-ricanischen Fußballs in seiner Wahlheimat Chile.

## Erfolge

### Verein
- Chilenischer Meister: 1936
- Silbermedaille bei den Zentralamerika- und Karibikspielen: 1930, 1938

### Individuell
- Torschützenkönig der Primera División: 1936, 1937
- Torschützenkönig der Zentralamerika- und Karibikspiele: 1938

### Trainer
- CCCF-Meisterschaft: 1946, 1948